# Smash (Martin Solveig)
Smash is een studioalbum van Martin Solveig uitgebracht op 6 juni 2011 door Mercury Records. 

## Tracklist
| 1.                 | Hello (met Dragonette)                         | 4:41 |
| 2.                 | Ready 2 Go (met Kele)                          | 4:24 |
| 3.                 | The Night Out                                  | 4:43 |
| 4.                 | Can't Stop (met Dragonette)                    | 3:37 |
| 5.                 | Racer 21                                       | 3:10 |
| 6.                 | We Came to Smash (In a Black Tuxedo) (met Dev) | 3:23 |
| 7.                 | Big in Japan (met Dragonette en Idoling!!!)    | 4:18 |
| 8.                 | Get Away from You                              | 2:24 |
| 9.                 | Boys & Girls (met Dragonette)                  | 3:44 |
| 10.                | Let's Not Play Games (met Sunday Girl)         | 3:14 |
| Totale duur: 59:40 |                                                |      |

## Hitlijsten
| Hitlijst              | Hoogste positie |
| --------------------- | --------------- |
| Belgische hitlijst    | 37              |
| Duitse album hitlijst | 84              |
| Franse album hitlijst | 18              |
| Zwitse hitparade      | 77              |